# Grundsatz
Grundsatz (auch, aber nicht synonym: Axiom, Prinzip; englisch principle) ist eine Aussage, Erfahrung, Erkenntnis oder Regel, welche die Grundlage für nachfolgende Handlungen, Tätigkeiten oder Unterlassungen bildet.
Der Grundsatz ist eine „grundlegende Regel“ oder „grundlegende Bestimmung“. Justus Georg Schottelius übersetzte 1641 den grammatischen Begriff aus lateinisch lex vel regula fundamentalis. Ein Grundsatz galt seither als grundlegender Satz eines Beweises: „Auch diese (Wissenschaft) geht aus gewissen Grundsätzen, da man eher nicht vergnügt [zufrieden, d. Verf.] ist, bis man sieht, wie eines vernunftmäßig aus dem andern folgt.“ Damit avancierte der Begriff zu einer besonderen Angelegenheit der Philosophen, aber auch in der Mathematik. Goethe bemerkte 1811, dass man für die Dichtkunst an sich keinen Grundsatz hatte finden können.
In die Theologie drang der Grundsatz in Form des Dogmas vor. Das Wort Axiom hat Johann Christoph Sturm 1670 als „Grundsatz“ übersetzt, ist aber durch letzteren Begriff nicht verdrängt. Ebenso hat sich Prinzip als eigenständiger Begriff mit unterschiedlichem Begriffsinhalt etabliert.

## Anforderungen
Grundsätze und Systeme von Grundsätzen müssen im Regelfall folgende Anforderungen erfüllen:
- allgemein anerkannt,
- klar und eindeutig formulierbar,
- nicht weiter reduzierbar,
- konsistent (= widerspruchsfrei) und einleuchtend (plausibel),
- Hilfsmittel zum Umgang mit Komplexität (= die Eigenschaft eines Systems oder Modells, dessen Gesamtverhalten man selbst dann nicht eindeutig beschreiben kann, wenn man vollständige Informationen über seine Einzelkomponenten und ihre Interdependenzen besitzt).[10]

Grundsätze jedweder Art bestimmen weltweit große Bereiche des Alltags und insbesondere vieler Fachgebiete. Werden sie als geschriebene Rechtsnormen oder ungeschriebene Konventionen von vielen befolgt, ergibt sich für ihre Normadressaten eine hohe Sicherheit.

## Philosophie
Immanuel Kant zufolge liegen aller Erkenntnis allgemeine Grundsätze des Verstandes a priori zugrunde als Bedingungen aller möglichen Erfahrung. Auf Grundsätzen können andere Urteile beruhen, Grundsätze können aber niemals anderen Grundsätzen unterworfen werden. Kant teilt die Grundsätze als grundlegende theoretische Erkenntnisse in mathematische oder dynamische ein, denn sie betreffen entweder die Anschauung oder das Dasein.
Als grundlegende sittliche Norm ist die Maxime Kant zufolge das subjektive, den Willen lenkende Prinzip zum Handeln und ist vom objektiven Prinzip (den Gesetzen) zu unterscheiden. Der kategorische Imperativ Kants hinterfragt, ob eine Handlung moralisch gut sei, ob sie einer Maxime folgt, deren Gültigkeit für alle, jederzeit und ohne Ausnahme akzeptabel wäre und ob alle betroffenen Personen nicht als bloßes Mittel zu einem anderen Zweck behandelt werden, sondern auch als Zweck an sich.

## Rechnungswesen
Im Rechnungswesen gibt es die Grundsätze ordnungsmäßiger Buchführung. Hierbei ist zwischen den formellen und den materiellen Grundsätzen zu unterscheiden:
- Zu den formellen Grundsätzen gehören die Bilanzierungsgrundsätze: 
  - Bilanzidentität (§ 252 Abs. 1 Nr. 1 HGB),
  - Bilanzklarheit (etwa § 264 Abs. 2 Satz 1 HGB, § 266 HGB),
  - Bilanzkontinuität (§ 252 Abs. 1 Nr. 1 und Nr. 6 HGB) und
  - Bilanzwahrheit (§ 239 Abs. 2 HGB).
- Zu den materiellen Grundsätzen gehören sämtliche Bilanzierungs- und Bewertungsgrundsätze sowie ergänzend
  - Grundsatz der Richtigkeit und Grundsatz der Vollständigkeit (§ 239 Abs. 2 HGB),
  - Grundsatz der Wirtschaftlichkeit,
  - Fortführungsprinzip,
  - Imparitätsprinzip,
  - Realisationsprinzip.

Es handelt sich um teils geschriebene, teils ungeschriebene Regeln zur Buchführung und Bilanzierung.

## Recht
In der Rechtswissenschaft bedeutet „Prinzip“ ähnlich einem Grundsatz eher eine Leitlinie, ein Ziel, das möglichst weitgehend verwirklicht werden soll. Der Rechtsgrundsatz ist ein „besonders wichtiger, grundlegender Rechtssatz“. So wird beispielsweise das Vertragsrecht von dem Rechtsgrundsatz, dass Verträge einzuhalten sind (lateinisch pacta sunt servanda), beherrscht. „Grundsatz“ bedeutet allgemein „Regel mit Ausnahmevorbehalt“ oder „Pflicht mit Ausnahmevorbehalt“ wie der Grundsatz des rechtlichen Gehörs (Anhörung der Betroffenen), richterliche Neutralität, Öffentlichkeitsprinzip (keine Geheimjustiz).
Das Adverb grundsätzlich bedeutet in der Rechtssprache, dass es auch Ausnahmen (Einzelfall) geben kann, während es in der Umgangssprache eher in der Bedeutung „immer, aus Prinzip“ (keine Ausnahmen) verwendet wird. Soll etwas ausnahmslos gelten, wird von „stets, regelmäßig oder immer“ gesprochen.
In Art. 38 Abs. 1c der Statuten des IGH werden als dritte Rechtsquelle die Allgemeinen Rechtsgrundsätze (englisch general principles of law) genannt. Darunter sind jene Regeln zu verstehen, die in einer Vielzahl von nationalen Rechtsordnungen übereinstimmend gelten. Allgemein sind Rechtsgrundsätze, wenn sie zu jedem Zeitpunkt, an jedem Ort, in allen Teilen und für jeden Fall geltende Prinzipien oder Grundwerte darstellen. „Allgemeine Rechtsgrundsätze“ müssen aus gut entwickelten innerstaatlichen Rechtsordnungen stammen, zu denen nicht notwendigerweise Deutschland zählen muss. Ein allgemeiner Rechtsgrundsatz des Unionsrechts kann nur Vorrang vor nationalem Recht entfalten, wenn er durch eine EU-Richtlinie konkretisiert wird.
Grundsatzentscheidungen sind Urteile oder Beschlüsse der höchstrichterlichen Rechtsprechung, die Rechtsfragen von grundsätzlichem Interesse erstmals klären oder eine bedeutende grundsätzliche Änderung in der Interpretation geltenden Rechtes vornehmen. Dabei zeigen sie den Weg auf für die Konfliktlösung in zukünftigen Fällen.

## Bankwesen
Im Bankwesen gab es bis Dezember 2006 vom ehemaligen Bundesaufsichtsamt für das Kreditwesen herausgegebene Verwaltungsvorschriften, die das Geschäftsvolumen, die Risikopositionen oder die Liquidität der Kreditinstitute limitierten oder reglementierten. Sie hießen Grundsatz I, Grundsatz Ia, Grundsatz II und Grundsatz III, die allesamt durch die Kapitaladäquanzverordnung oder Spezialgesetze abgelöst wurden.

## Weitere Gebiete
- Für das menschliche Zusammenleben:
  - Ethische Grundsätze: Goldene Regel, Selbst- und Mit-Verantwortung, Wahrhaftigkeit, Gerechtigkeit, Solidarität und so weiter.
  - Politik: Prinzip der Gewaltentrennung, persönliche Freiheit, Selbstbestimmung beziehungsweise Subsidiarität, Achtung der Menschenrechte, Schutz der Privatsphäre und so weiter.
  - Ehe und Partnerschaft: freie Entscheidung, Gleichberechtigung, Vertrauen, Zugewinngemeinschaft und so weiter.
- Für Umwelt, Wirtschaft, Verkehr:
  - Haushaltsgrundsätze, Nachhaltigkeit, Verhältnismäßigkeitsprinzip, Vertrauensgrundsatz und vieles andere mehr.
  - Grundsatz der Verkehrssicherheit.
- Für die Wissenschaften:
  - Falsifizierbarkeit, Redlichkeit, Reliabilität (Zuverlässigkeit), Validität, Zitieren von Quellen und so weiter.
  - Für Naturwissenschaften insbesondere: Objektivität, Nachprüfbarkeit, Naturgesetze.
  - In der Medizin und Pädagogik unter anderem: freie Arztwahl, Orientierung am Kindeswohl, erzieherische Liebe (Johannes Bosco), Kongruenz von Inhalt und Methode (Montessori), Vermittlung von Werten.